# 수원 화령전 운한각·복도각·이안청
수원 화령전 운한각·복도각·이안청(水原 華寧殿 雲漢閣·複道閣·移安廳)은 대한민국 경기도 수원시 팔달구 신풍동에 있는 조선시대의 건축물이다. 2019년 8월 29일 대한민국의 보물 제2035호로 지정되었다.

## 보물 지정사유
수원 화령전은 화성 축조(1793～1796)를 주도했던 정조(1752～1800)가 승하한 뒤 어진을 모실 영전 건축으로 1801년 건립되었으며, 전주의 경기전과 함께 궁궐 밖에 남아있는 드문 사례로 정조 이후의 모든 왕들이 직접 방문하여 제향을 하였다는 점에서 그 위상이 더욱 높다고 할 수 있다.
운한각, 복도각, 이안청은 화령전의 중심 건축군으로 정전인 운한각과 직각으로 이안청이 배치되고 복도각으로 연결된 ㄷ자형 구성으로, 조선초기 정자각 정전에 이안청이 별도로 있는 영전과는 달리 조선후기 변화된 새로운 형식의 영전 공간구성을 보여주고 있다. 또, 정전의 평면 구성이 중앙에 어진을 봉안하는 합자를 두고 좌우에 온돌이 있는 협실을 두었으며, 여러 물품을 보관했던 퇴칸은 주칸의 크기를 달리해 격식을 두는 건축제도를 보여준다.
「승정원일기」와 「순조실록」에 건물 준공과정 및 「화령전응행절목」에 제사 절차 및 건물 관리 규범과 각 건물에 보관한 기물 등이 상세하게 적혀 전하고 있고, 19세기 궁궐건축의 정수를 보여주는 장인의 동원과 기술 및 기법이 건물 각 세부에 충분히 적용되어 있다.
현재 사적 제115호로 지정된 「수원 화령전」의 운한각·복도각·이안청 세 건물은 당대 숙련된 궁궐건축기술이 적용되었으며, 이후 수원의 근대적 도시 발전 과정에서도 별다른 피해를 입지 않고 1801년 창건 당시의 원형을 잘 유지하고 있어 역사적, 예술적, 학술적 의미에서 국가지정문화재(보물)로 지정가치가 있다.

## 같이 보기
- 수원 화령전 - 사적 제115호

## 참고 자료
- 수원 화령전 운한각·복도각·이안청 - 국가유산청 국가유산포털